# Ichneumon propinquus
Ichneumon propinquus là một loài tò vò trong họ Ichneumonidae.